# 南方之歌
《南方之歌》是1946年美国的一部动画真人音乐剧，华特·迪士尼创作，雷电华电影公司发行。故事发生于美国内战废除奴隶制后重建时期的南方。描繪著過去美國南方純樸的生活型態，故事原作为乔尔‧钱德勒‧哈里斯于1879年所写的小說《雷摩大叔》。
华特·迪士尼一直想根據《雷摩大叔》的故事製作一部電影。直到1939年才開始與哈里斯家族對於電影版權進行談判，並於1944年開始拍攝《南方之歌》。該工作室特地在亞利桑那州鳳凰城的戶外場景建造了一個種植園，其他的場景則在好萊塢拍攝。這部電影主要由真人及三個動畫片段構成，有些場景還結合了真人與動畫。最終《南方之歌》於1946年11月在亞特蘭大首映，並在商業上取得了成功。電影歌曲《Zip-a-Dee-Doo-Dah》於1948年獲得了奧斯卡最佳原創歌曲獎，飾演雷摩大叔的詹姆斯·巴斯克特則在同年獲得奥斯卡荣誉奖。

## 歧視爭議
自上映以來，《南方之歌》一直是具有爭議的作品。由於牽涉到美国种族主义議題，部分評論家將這部電影描述具有對於非裔美国人的刻板印象、歧視和冒犯，電影中出現的種植園場景則被批評為「美化」。由於此一爭議，迪士尼在此後尚未在美國以任何家庭媒體視訊發布《南方之歌》，目前該電影無法在其流媒體平台Disney+上播放。電影中的部分音樂劇和動畫片段以通過其他方式發行，電影登場的卡通人物則出現在各種書籍、漫畫和其他媒體中。1989年首次開放的迪士尼樂園遊樂設施飛濺山即是以電影作為主題基礎。

## 演員
- 詹姆斯·巴斯克特 飾 雷摩大叔（英语：Uncle Remus）
- 鮑比·德里斯科爾 飾 Johnny
- 露娜·派頓（英语：Luana Patten） 飾 Ginny Favers
- 格倫·利迪（Glenn Leedy） 飾 Toby
- 露絲·沃里克（英语：Ruth Warrick） 飾 Sally
- 露塞爾·沃特森（英语：Lucile Watson） 飾 Grandmother
- 哈蒂·麥克丹尼爾 飾 Aunt Tempe
- Erik Rolf 飾 John
- Olivier Urbain 飾 Mr. Favers (uncredited)
- 瑪麗·菲爾德（英语：Mary Field） 飾 Mrs. Favers
- Anita Brown 飾 Maid
- George Nokes 飾 Jake Favers
- Gene Holland 飾 Joe Favers

### 配音
- 約翰·多森·李（英语：Johnny Lee (actor)） 聲演 布雷爾兔（英语：Br'er Rabbit）
- 詹姆斯·巴斯克特 聲演 布雷爾狐狸（英语：Br'er Fox and Br'er Bear）與布雷爾兔（英语：Br'er Rabbit）(在最後一個動畫片段)
- 尼克·史都華（英语：Nick Stewart） 聲演 布雷爾熊（英语：Br'er Fox and Br'er Bear）
- 羅伊·E·格倫（英语：Roy Glenn） 聲演 布雷爾蛙 (未記入)
- 克拉倫斯·納什（英语：Clarence Nash） 聲演 藍鳥 (未記入)
- Helen Crozier 聲演 負鼠媽媽 (未記入)

## 音樂
《南方之歌》電影播放了九首歌曲，其中包括四首重複歌曲。 幾乎所有的聲樂表演都是由以非洲裔美國人為主的演員所演唱，霍爾·約翰遜演唱了四首曲目。
歌曲按電影順序排列如下：
- "Song of the South": 由Sam Coslow和 Arthur Johnston編曲； 由迪士尼工作室合唱團演奏
- "Uncle Remus Said": 由 Eliot Daniel、Hy Heath 和 Johnny Lange編曲； 霍爾約翰遜合唱團演奏
- "Zip-a-Dee-Doo-Dah":由 Allie Wrubel 和 Ray Gilbert編曲；詹姆斯·巴斯克特演奏
- "Zip-a-Dee-Doo-Dah": （重複）由詹姆斯·巴斯克特演唱
- "Who Wants to Live Like That?": 由 Ken Darby 和 Foster Carling編曲； 詹姆斯·巴斯克特演奏
- "Let the Rain Pour Down": （快節奏）由肯·達比（Ken Darby）和福斯特·卡林（Foster Carling）編曲，霍爾約翰遜合唱團演奏
- "How Do You Do?":（重複）由博比·德里斯科爾和格倫·利迪演唱
- "Sooner or Later": 由查爾斯·沃爾科特和雷·吉爾伯特編曲； 哈蒂·麥克丹尼爾演唱。[9]
- "Everybody's Got a Laughing Place": 由 Allie Wrubel 和 Ray Gilbert編曲； 詹姆斯·巴斯克特和尼克·斯圖爾特演唱
- "Let the Rain Pour Down":（慢節奏）由 Ken Darby 和 Foster Carling編曲； 霍爾約翰遜合唱團演奏
- "All I Want": 傳統歌曲； 由霍爾約翰遜合唱團演奏
- "Zip-a-Dee-Doo-Dah": （重演）由 博比·德里斯科爾、格倫·利迪、露娜·派頓、Johnny Lee 和詹姆士·巴斯克特演唱
- "Song of the South": (重複)由迪士尼工作室合唱團演出

## 參照
- 敗局命定論